# Ōi-gawa
Pour les articles homonymes, voir OI.
Le fleuve Ōi (大井川, Ōi-gawa) est un cours d'eau de la préfecture de Shizuoka au Japon.

## Géographie
Long de 168 km, il a un bassin de drainage de 1 200 km2. Il coule depuis les monts Akaishi vers le sud et se jette dans la baie de Suruga et l'océan Pacifique. Il formait autrefois la frontière entre les provinces de Tōtōmi et de Suruga.

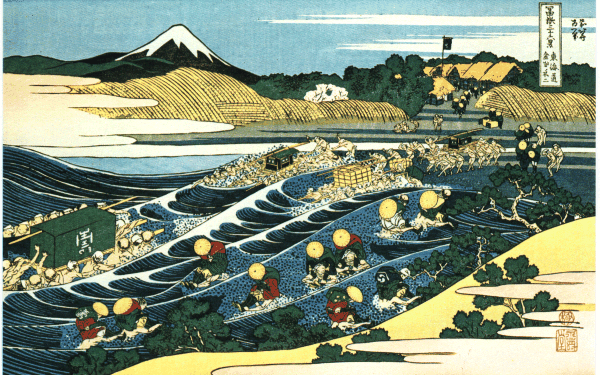
Voyageurs traversant le fleuve Ōi par Hokusai.

Sous l'ère Edo, le shogunat interdisait la construction de ponts sur les cours d'eau importants. Dans le cas de l'Ōi, même les bacs y étaient interdits. Le shogunat affirmait que c'était à cause du courant violent du fleuve mais on pense que le but réel était de ralentir l'approche de rebelles d'Edo, la capitale shogunale. Les voyageurs traversaient alors le cours d'eau sur les épaules de porteurs ou à cheval mais selon les conditions météo, ils pouvaient être forcés d'attendre plusieurs jours avant de pouvoir traverser.
Le fleuve constituait ainsi un point noir sur la route de Tōkaidō. Un poème connu évoquait ainsi :
箱根八里は馬でも越すが、越すに越されぬ大井川

Hakone hachiri wa uma demo kosu ga, kosu ni kosarenu Ōigawa

Même les chevaux peuvent traverser les huit ri de Hakone, mais le fleuve Ōi est dur à passer de toutes les manières.
Aujourd'hui, la ligne Shinkansen Tōkaidō franchit la rivière en quelques secondes et des barrages, dans la partie haute du fleuve, ont régulé son important débit.
Le pont Hōrai, une des plus longues passerelles piétonnières en bois du monde (environ 900 m) franchit la rivière.
L'action du roman Le Rivage d'une tentation, principale œuvre de l'écrivain japonais Kunio Ogawa (1927-2008) se déroule à l'embouchure de l'Ōi.
Le conte de Judith Gautier, L'Auberge des roseaux en fleur, présent dans Le Nouveau Décaméron (1884-1887) débute sur l'Ōi.